# Benoît Lambert
Benoît Lambert (27 augustus 1962) is een Belgische voormalige atleet, die gespecialiseerd was in het hink-stap-springen. Hij veroverde één Belgische titel.

## Biografie
Lambert veroverde in 1983 de Belgische titel in het hink-stap-springen. Hij was aangesloten bij Racing Club Brussel.

## Belgische kampioenschappen
| Onderdeel          | Jaar |
| ------------------ | ---- |
| hink-stap-springen | 1983 |

## Persoonlijk record
| Onderdeel          | Prestatie | Datum        | Plaats     |
| ------------------ | --------- | ------------ | ---------- |
| hink-stap-springen | 15,81 m   | 12 juni 1983 | Willebroek |

## Palmares
hink-stap-springen
- 1983:  BK AC – 15,64 m